# Ramphia albizona
Ramphia albizona là một loài bướm đêm trong họ Erebidae.